# Anne Francis
Anne Lloyd Francis (n. 16 septembrie 1930, Ossining, Ossining⁠(d), New York, SUA – d. 2 ianuarie 2011, Santa Barbara, California, SUA) a fost o actriță americană, cunoscută pentru rolul din filmul ștințifico-fantastic Forbidden Planet (1956). A câștigat un Glob de Aur și a fost nominalizată la premiile Emmy pentru rolul de detectiv din Honey West.

## Filmografie

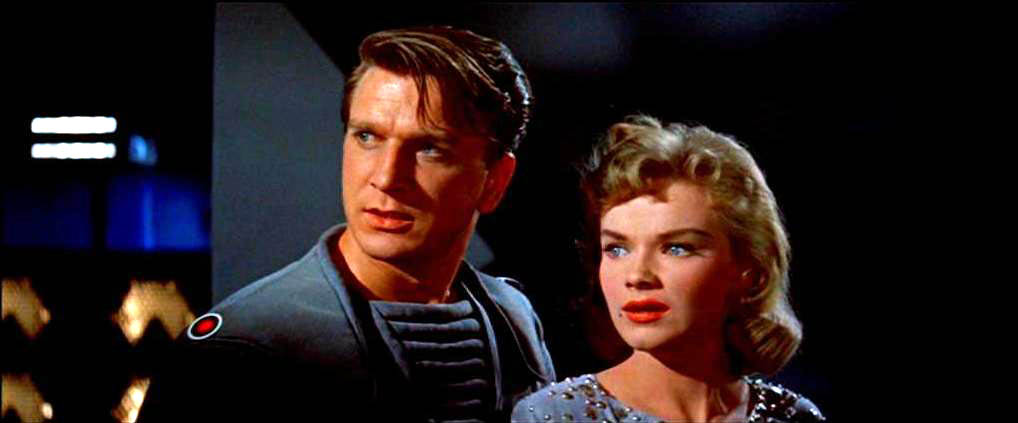
Leslie Nielsen și Francis în Planeta interzisă, 1956

- 1947 This Time for Keeps - Bobby Soxer (nemenționată)
- 1948 Summer Holiday - Elsie Rand
- 1948 The Pirate - Nina, Showgirl (nemenționată)
- 1948 Portrait of Jennie - Teenager In Art Gallery (nemenționată)
- 1950 So Young, So Bad - Loretta Wilson
- 1951 The Whistle at Eaton Falls - Jean
- 1951 Elopement - Jacqueline "Jake" Osborne
- 1952 Lydia Bailey - Lydia Bailey
- 1952 Dreamboat - Carol Sayre
- 1953 A Lion Is in the Streets - "Flamingo" McManamee
- 1954 The Rocket Man - June Brown
- 1954 Susan Slept Here - Isabella Alexander
- 1954 Rogue Cop - Nancy Corlane
- 1955 Bad Day at Black Rock - Liz Wirth
- 1955 Battle Cry - Rae
- 1955 Blackboard Jungle - Anne Dadier
- 1955 The Scarlet Coat - Sally Cameron
- 1956 Planeta interzisă - Altaira Morbius
- 1956 The Rack - Aggie Hall
- 1956 The Great American Pastime - Betty Hallerton
- 1957 The Hired Gun - Ellen Beldon
- 1957 Don't Go Near the Water - Lt. Alice Tomlen
- 1959 The Ten Commandments (film TV)
- 1960 The Untouchables (serial TV) - Doreen Maney
- 1960 The Crowded Sky - Kitty Foster
- 1960 Girl of the Night - Robin "Bobbie" Williams
- 1960-1961 Alfred Hitchcock Presents (serial TV) - Julia Reddy / Nyla Foster
- 1961 Route 66 (serial TV) - Arline Simms (sezonul 2, episodul 1)
- 1960-1963 The Twilight Zone (serial TV) - Jess-Belle Stone / Marsha White
- 1963-1965 Burke's Law - Suzanne Foster (sezonul 1, episodul 5 "Who Killed Wade Walker?") /  ca Honey West (sezonul 2, episodul 20 "Who Killed the Jackpot?")
- 1964 Death Valley Days (serial TV) - Pearl Hart (episodul din 17 martie 1964, denumit "The Last Stagecoach Robbery")
- 1964 The Virginian (serial TV) - Victoria Greenly
- 1964 The Man From U.N.C.L.E. - Gervaise Ravel (sezonul 1, episodul 3 "The Quadripartite Affair" și sezonul 1, episodul 7 "The Giuoco Piano Affair")
- 1965 The Satan Bug - Ann Williams
- 1965 Honey West (serial TV) - Honey West
- 1965 Brainstorm - Lorrie Benson
- 1967 The Invaders (serial TV) - Annie Rhodes (sezonul 2, episodul 2"The Saucer")
- 1968 Funny Girl - Georgia James
- 1969 More Dead Than Alive - Monica Alton
- 1969 Hook, Line & Sinker - Nancy Ingersoll
- 1969 Impasse - Bobby Jones
- 1969 The Love God? - Lisa LaMonica
- 1970 Lost Flight (film TV) - Gina Talbott
- 1970 Wild Women (film TV) - Jean Marshek
- 1970 Dan August - Gina Talbott (sezonul 1, episodul 1 "Murder by Proxy")
- 1970 The Intruders (film TV) - Leora Garrison
- 1971 The Forgotten Man (film TV) - Marie Hardy Forrest
- 1971 Steel Wreath (film TV) - Angel
- 1971 Columbo (Columbo, sezonul 1, episodul "Short Fuse")
- 1972 Fireball Forward (film TV) - Helen Sawyer
- 1972 Haunts of the Very Rich (film TV) - Annette Larrier
- 1972 Pancho Villa - Flo
- 1972 Gunsmoke (serial TV, sezonul -18 episodul "Sarah") - Sarah
- 1973 Columbo - Nurse Sharon Martin (sezonul 2, episodul "A Stitch in Crime")
- 1973 Cannon - Peggy Angel (sezonul 3, episodul "Murder by Proxy”)
- 1973 Barnaby Jones - Miriam Woodridge (sezonul 1, episodul  "Murder in a Dolls House")
- 1974 Cry Panic (film TV) - Julie
- 1974 The F.B.I. Story: The FBI Versus Alvin Karpis, Public Enemy Number One (film TV) - Colette
- 1975 The Last Survivors (film TV) - Helen Dixon
- 1975 A Girl Named Sooner (film TV) - Selma Goss
- 1976 Banjo Hackett: Roamin’ Free (film TV) - Flora Dobbs
- 1976 Survive! - Anne
- 1978 Little Mo (film TV) - Sophie Fisher
- 1978 Born Again - Patty Colson
- 1979 The Rebels (film TV) - Mrs. Harris
- 1979 Beggarman, Thief (film TV) - Teresa Kraler
- 1980 Detour to Terror (film TV) - Sheila
- 1980 Dan August: The Jealousy Factor (film TV) - Nina Porter
- 1981 Dallas - 4 episoade ca Arliss Cooper
- 1982 Labirinturi și monștri (film TV) - Ellie
- 1983 O'Malley (film TV) - Amanda O'Malley
- 1983 Charley's Aunt (film TV) - Donna Lucia D'Alvadorez
- 1984 Riptide - 6 episoade ca Mama Jo
- 1985 Return - Eileen Sedgeley
- 1986 A Masterpiece of Murder (film TV) - Ruth Beekman
- 1987 Laguna Heat (film TV) - Helene Long
- 1987 Poor Little Rich Girl: The Barbara Hutton Story (film TV) - Marjorie Post Hutton
- 1988 My First Love (film TV) - Terry
- 1989 The Golden Girls - Trudy McMahon (1989,  sezonul 4, episodul 19 "Til Death Do We Volley")
- 1990 Little Vegas - Martha
- 1992 Love Can Be Murder (film TV) - Maggie O'Brien
- 1992 The Double 0 Kid - Maggie O'Brien
- 1994 Burke's Law - Honey Best (sezonul 1, episodul 3 "Who Killed Nick Hazard?")
- 1995 Lover's Knot - Marian Hunter
- 1996 Have You Seen My Son (film TV) - Catherine Pritcher
- 1997 Conan the Adventurer - Gagool (sezonul 1, episodul 9 "The Curse of Afka")